# Assistance aéroportuaire
 (juillet 2024).
Si vous disposez d'ouvrages ou d'articles de référence ou si vous connaissez des sites web de qualité traitant du thème abordé ici, merci de compléter l'article en donnant les références utiles à sa vérifiabilité et en les liant à la section « Notes et références ».
 (juillet 2024).
La mise en forme du texte ne suit pas les recommandations de Wikipédia : il faut le « wikifier ».
Les points d'amélioration suivants sont les cas les plus fréquents. Le détail des points à revoir est peut-être précisé sur la page de discussion.
- Les titres sont pré-formatés par le logiciel. Ils ne sont ni en capitales, ni en gras.
- Le texte ne doit pas être écrit en capitales (les noms de famille non plus), ni en gras, ni en italique, ni en « petit »…
- Le gras n'est utilisé que pour surligner le titre de l'article dans l'introduction, une seule fois.
- L'italique est rarement utilisé : mots en langue étrangère, titres d'œuvres, noms de bateaux, etc.
- Les citations ne sont pas en italique mais en corps de texte normal. Elles sont entourées par des guillemets français : « et ».
- Les listes à puces sont à éviter, des paragraphes rédigés étant largement préférés. Les tableaux sont à réserver à la présentation de données structurées (résultats, etc.).
- Les appels de note de bas de page (petits chiffres en exposant, introduits par l'outil «  Source ») sont à placer entre la fin de phrase et le point final[comme ça].
- Les liens internes (vers d'autres articles de Wikipédia) sont à choisir avec parcimonie. Créez des liens vers des articles approfondissant le sujet. Les termes génériques sans rapport avec le sujet sont à éviter, ainsi que les répétitions de liens vers un même terme.
- Les liens externes sont à placer uniquement dans une section « Liens externes », à la fin de l'article. Ces liens sont à choisir avec parcimonie suivant les règles définies. Si un lien sert de source à l'article, son insertion dans le texte est à faire par les notes de bas de page.
- La présentation des références doit suivre les conventions bibliographiques. Il est recommandé d'utiliser les modèles {{Ouvrage}}, {{Chapitre}}, {{Article}}, {{Lien web}} et/ou {{Bibliographie}}. Le mode d'édition visuel peut mettre en forme automatiquement les références.
- Insérer une infobox (cadre d'informations à droite) n'est pas obligatoire pour parachever la mise en page.

Pour une aide détaillée, merci de consulter Aide:Wikification.
Si vous pensez que ces points ont été résolus, vous pouvez retirer ce bandeau et améliorer la mise en forme d'un autre article.

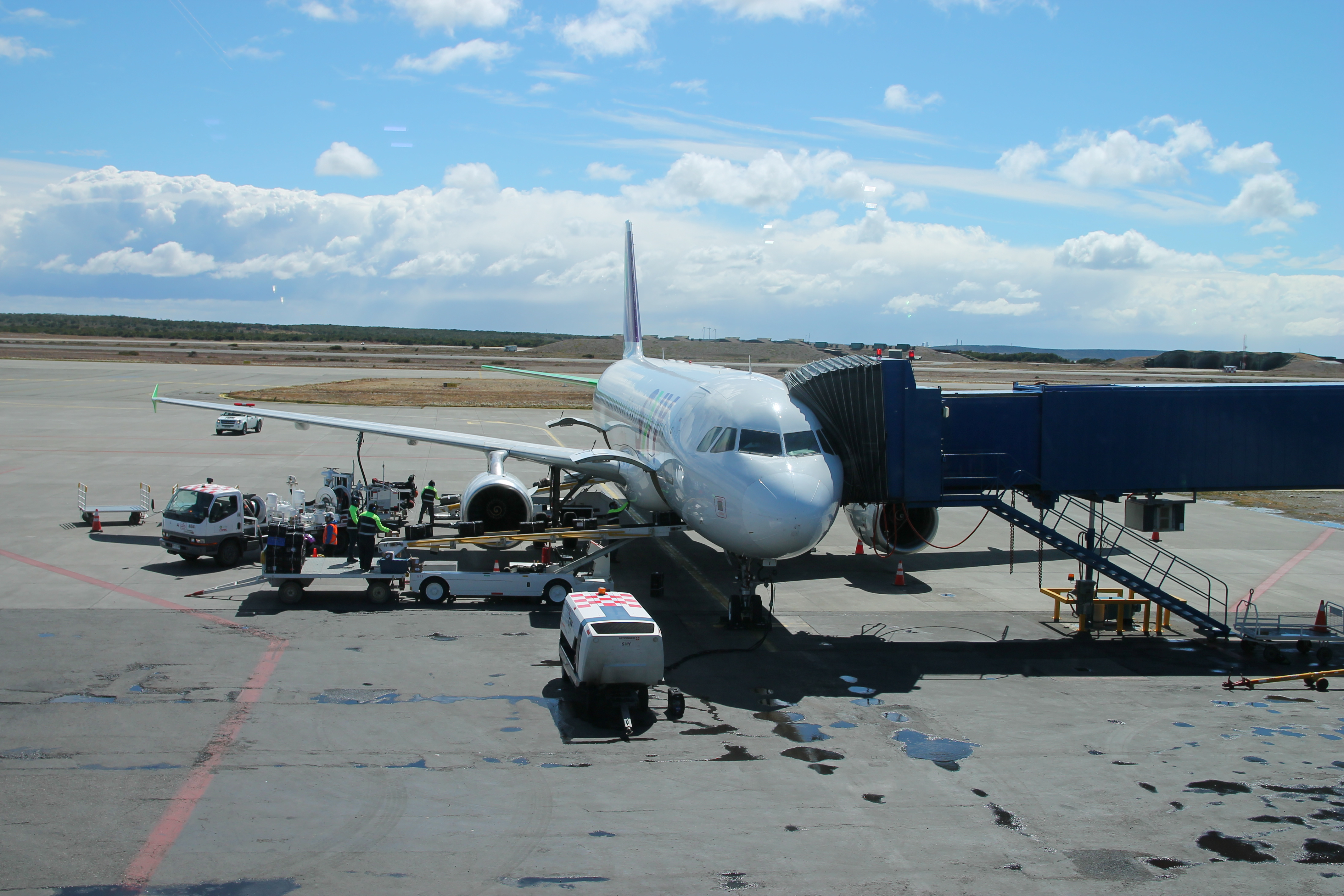
Un A320 sur l'aéroport de Punta Arenas en 2019

Les services d’assistance aéroportuaire comprennent l’ensemble des activités permettant le traitement au sol des avions, des passagers, de leurs bagages et du fret.
Ces services sont également appelés assistance en escale ou aircraft ground handling en anglais.
Ces services sont le plus souvent fournis par un prestaire spécialisé, par l’exploitant d’aéroport ou par la compagnie aérienne elle-même. Dans ce dernier cas, on parle d’auto-assistance en escale.

## Détail des prestations d’assistance aéroportuaire
Les services d’assistance en escale sont répartis en 11 catégories selon les définitions de l’article R. 6326-1 du code des transports français :
1. l'assistance administrative au sol et la supervision
2. l'assistance " passagers "
3. l'assistance " bagages "
4. l'assistance " fret et poste "
5. l'assistance " opération en piste "
6. l'assistance " nettoyage et service de l'avion "
7. l'assistance " carburant et huile "
8. l'assistance d'entretien en ligne
9. l'assistance " opérations aériennes et administration des équipages "
10. l'assistance " transport au sol "
11. l'assistance " service commissariat "

Pour détailler ces prestations :
Les services autour des avions sur la piste
- Assistance en piste: chargement déchargement, alimentations en énergie, repoussage avion…
- Avitaillement en carburant.
- Assistance trafic et opérations.
- Catering aérien (préparation, chargement et déchargement des repas et boissons servis à bord)
- Contrôle des chargements des avions et sécurité du vol.
- Dégivrage des avions.
- Vidange des toilettes et avitaillement en eau potable des appareils.
- Maintenance en ligne (entretien des aéronefs au quotidien)
- Nettoyage et armement des avions (linges, matériels de service à bord).
- Représentation commerciale des compagnies aériennes et supervision opérationnelle des vols.

Les services d’assistance aux passagers et aux équipages
- Assistance aux passagers : enregistrement, accueil et embarquement.
- Assistance aux PHMR[4]
- Billetterie (vente et modifications de dernière minute de titres de transport aux passagers)
- Exploitation des salons VIP et passagers 1ère classe et classe affaires.
- Gestion des files d’attente des passagers.
- Transport des passagers et des équipages entre les aérogares et les avions, navettes équipages.

Les services de gestion et de transport des bagages
- Tri bagages.
- Livraison bagages.
- Traitement des litiges bagages (lost and found).
- Traitement  des chariots à bagages
- Traitement des bagages perdus.
- Gestion des hors format.

Les services de traitement du fret et de la poste
- Traitement et préparation des conteneurs et palettes avion (unit load devices).

- Réception, préparation du transit cargo.
- Transfert, fret et poste.
- Traitement des dollies et palettes.
- Tri, traitement messagerie et poste.
- Traitement du fret pharmaceutique et chaine du froid.
- Traitement animalerie.

## L’assistance aéroportuaire en chiffres
En France, le marché de l’assistance en escale est estimé à 42 000 personnes, dont environ 16 000 travaillant pour les compagnies aériennes elles-mêmes (auto-assistance) et Air France principalement.
Le chiffre d’affaires de cette activité en France est de l’ordre de 2 milliards d’euro.

## Réglementation et libéralisation du marché
Historiquement, les services d’assistance en aéroport étaient pris en charge par les exploitants d’aéroports ou les compagnies aériennes elles-mêmes. À la suite de l’adoption de la directive du 15 octobre 1996 relative à l’accès au marché de l’assistance en escale dans les aéroports de la communauté européenne, ces services se sont progressivement libéralisés en Europe ainsi que dans le reste du monde et aujourd’hui, sur les grands aéroports, les services sont assurés par des sociétés spécialisées, les compagnies aériennes ayant souvent gardé en interne les services d’assistance aéroportuaire sur ses bases principales, mais en la sous-traitant dans les autres escales.
La Directive européenne a donc contribué à un désengagement des grands aéroports et des compagnies aériennes de l’assistance aéroportuaire et à un développement important des sociétés spécialisées. Cette directive repose sur cinq principes : la liberté d’auto-assistance, le libre accès au marché, la possibilité de limiter le nombre de prestataires pour un ou plusieurs services, les comités des usagers et les agréments.
Les aéroports n’ont plus un monopole de l’assistance sur leur plateforme, ils ont le droit d’accréditer une liste d’assistants en escale qui seront alors les seuls à pouvoir intervenir sur la plateforme. Les compagnies aériennes n’auront donc pas totalement le choix de leurs sous-traitants.
Cependant, les prestataires de services d’assistance en escale (c’est-à-dire hormis les transporteurs pratiquant leur auto-assistance) exerçant sur un aérodrome recevant plus de 2 millions de passagers ou 50.000 tonnes de fret par an doivent obtenir un agrément avant de débuter leur activité.
En effet, en France, les articles L. 6326-1, R. 6326-1 à D. 6326-63 du code des transports transposent la directive 96/67/CE du Conseil du 15 octobre 1996 relative à l'accès au marché de l'assistance en escale dans les aérodromes de la Communauté Européenne et réglementent l’activité.
Sur les aérodromes de taille inférieure, la fourniture des services d’assistance en escale aux transporteurs aériens est libre sous réserve que l’aérodrome ne fasse pas l’objet d’une limitation du nombre de prestataires d’assistance en escale pour certaines catégories (assistance piste, le plus souvent).
Cet agrément délivré par la DGAC ne doit pas être confondu avec l’autorisation d’activité délivrée par l’exploitant d’aérodrome ou avec la convention d’occupation du domaine publique (COT) lorsqu’elle existe, et qui viennent en complément de l’agrément d’activité.
Une réglementation technique devrait également être définie prochainement par l'EASA.

## L’assistance aéroportuaire, un marché important pour les compagnies et les aéroports
L’assistance en escale est un élément stratégique pour la qualité de service et la compétitivité, tant pour les compagnies aériennes que les aéroports.
En effet, les prestations d’assistance en escale sont une composante importante de la qualité de service de la compagnie aérienne pour le passager. Même si ces services sont sous-traités, ils contribuent directement à l’image que se font les voyageurs de leur compagnie aérienne et de l’aéroport desservi.
L’assistance en escale participe directement au maintien de la chaîne de sûreté du transport aérien, à la ponctualité des vols, à la fluidité du parcours du passager.
De plus, les coûts aéroportuaires, entre les taxes aéroportuaires et les services au sol, constituent un poste de coût important et un enjeu de compétitivité pour les compagnies aériennes. Les contrats d’assistance en escale sont souvent négociés âprement pour une durée de 3 à 5 ans. Ces contrats référence aux normes définies par l’IATA (Association Internationale du Transport Aérien), qui a défini un contrat type pour ces prestations (Standard Ground Handlig Agreement, AHM 810) mais qui est de moins en moins utilisé par les compagnies aériennes, qui préfèrent imposer leurs propres standards contractuels.
La décarbonation des services d'assistance aéroportuaire constitue un nouvel enjeu important pour cette activité.